# Fastenberg
Der Fastenberg ist ein 891 m ü. NHN hohes Bergmassiv im sächsischen Erzgebirge, das sich in den Vorderen, Mittleren und Hinteren Fastenberg unterteilt und an dessen Ostseite ab 1654 die Bergstadt Johanngeorgenstadt angelegt worden ist. Über den Hinteren Fastenberg führt die Staatsstraße von Johanngeorgenstadt nach Eibenstock.

## Name
Der Pfarrer und Chronist Johann Christian Engelschall schreibt darüber in seiner 1723 erschienenen Chronik von Johanngeorgenstadt:

„Der Ort, wohin die Exulanten sich gewendet. Dieser nun ware der so genannte Fastenberg, worauf anitzo Johann Georgenstadt erbauet, dessen Nahmen daher rühren soll, weil einstens bey einem Abschiessen auf diesem Berg eine Churfl. Gemahlin starcken Appetit zu Essen empfunden, nachdem aber nichts oder doch gar ein weniges vorhanden, gesaget: Das mag mir wohl ein rechter Fastenberg seyn!“

## Geschichte
Eine frühe Erwähnung des Berges findet sich 1554 als Fastelbergk.
Auf dem Fastenberg gab es vor der Gründung von Johanngeorgenstadt laut der Engelschall-Chronik nicht mehr als zwei alte Berg- oder Waldhäuslein, deren Besitzer ein Bergwerk bauten.
Aus einem Gesuch, das Caspar Bernd und Christoph Meichsner am 24. Februar 1652 – zwei Jahre vor der eigentlichen Stadtgründung – an den sächsischen Kurfürsten Johann Georg I. richteten, geht u. a. hervor, dass ihre Großeltern Bergleute gewesen waren. Diese hatten nahe der böhmischen Grenze auf dem Fastenberg ein Bergwerk betrieben und zum Aufenthalt bei der Arbeit dort zwei Zechenstuben errichtet. Später hatten sich die Familien ihrer Großväter ganz dort angesiedelt. Zusätzlich war ihnen vom Oberförster von Burkhardtsgrün ein Revier zugewiesen worden, wo sie ihr Vieh halten konnten.
Bernd und Meichsner wollten nun offiziell in den von ihren Eltern ererbten Waldhäusern wohnen bleiben und diese baulich erneuern. Weil aber in der Wildnis viele Baumstümpfe auszuroden, Gruben und Hügel einzuebnen waren und aufgrund des rauen Klimas kein Getreide reifte, baten sie den Kurfürsten um Überlassung von Bauholz ohne den üblichen Waldzins. Am 2. März 1652 gewährte Kurfürst Johann Georg I. von Sachsen diese Bitte.
Zu diesen zwei Waldhäusern gesellte sich ab 1651 am Fuße des Fastenberges am Unterlauf des Breitenbaches die Mahlmühle des aus Platten stammenden Exulanten Matthäus Weigel. Oberhalb dieser Mühle errichteten die beiden Plattener Bergleute Johann Poppenberger und Melchior Horbach zwei Häuser. Dazu hatten sie am 12. Mai 1652 vom sächsischen Kurfürsten die Genehmigung erhalten.
Somit war der Grundstein zu einer größeren Siedlung also bereits vor 1654 gelegt worden. Knapp zwei Jahre später ließ sich dann der größte Teil der Exulanten aus dem böhmischen Platten auf sächsischer Seite am Fastenberg nieder und gründete Johanngeorgenstadt.
Unweit der höchsten Stelle des Fastenberges wurde 1882 durch den Baumeister Oscar Puschmann ein 18 m hoher hölzerner Aussichtsturm durch den Erzgebirgszweigverein Johanngeorgenstadt errichtet, der jedoch 1893 wegen Baufälligkeit abgetragen und nicht wieder aufgebaut worden ist.

## Bergbau
Bald nach dem Zuzug der Exulanten begann am Fastenberg ein umfassender Bergbau auf Silber, Zinn, Wismut, Kobalt und Eisen. Insbesondere Anfang des 18. Jahrhunderts setzte ein kleines Berggeschrey ein. In dieser Zeit wurden in einzelnen Jahren mehrere hundert Mutungen vorgenommen, die Gruben aber oft bald wieder eingestellt. Für den zahlreichen Fundgruben zählen u. a. Engelsfreude und Glück Auf Stolln. Letztendlich schlossen sich die sieben wichtigsten Gruben 1838 zu Vereinigt Feld im Fastenberg zusammen.
Nach dem Zweiten Weltkrieg wurden die Grubenbaue durch die SAG Wismut zur Uran-Gewinnung erneut aufgewältigt. Das im Januar 1946 geschaffene Objekt 01 war der erste Produktionsbetrieb der Wismut. Nach einer kurzen, intensiven Phase, in dessen Folge auch die Johanngeorgenstädter Altstadt weitestgehend zerstört wurde, wurde der Bergbau 1958 eingestellt.